# Malthodes vosykai
Malthodes vosykai es una especie de coleóptero de la familia Cantharidae.

## Distribución geográfica
Habita en el Cáucaso.